# Minor League
Die Minor Leagues (Minor: englisch für klein, unbedeutend; League: englisch für Liga) sind professionelle Sportligen, hauptsächlich im US-Sport, die im Gegensatz zu den sportlich wie finanziell mächtigeren Major Leagues (Major: englisch für groß, größer, bedeutend) ein geringeres Budget haben und geringere Aufmerksamkeit durch Fans und Medien erhalten. Heute gönnen sich viele Majorligen den Unterhalt von Minorligen, um junge Spieler Erfahrung und ältere Spieler nach Verletzungen Spielpraxis in sogenannten Farmteams sammeln zu lassen.
Das umfassendste und bekannteste Minor-League-System existiert im nordamerikanischen Baseball – die Minor League Baseball enthält einzelne Ligen, die jeweils auf einem Level spielen. Eine AAA-Liga spielt dabei auf dem höchsten, eine A-Liga auf dem niedrigsten Niveau. Weitere Bezeichnungen wie B, C, D existierten in der ersten Hälfte des 20. Jahrhunderts, durch die Verbreitung des Fernsehens und die damit einhergehende wachsende Popularität der Major Leagues konnten sich diese Ligen finanziell nicht halten. 2018 gibt es drei AAA-Ligen, die International League, die Liga Mexicana de Béisbol und die Pacific Coast League.
Im nordamerikanischen Eishockey ist die bekannteste Minor League die American Hockey League (AHL), weitere Ligen sind die ECHL, Central Hockey League (CHL), Federal Hockey League (FHL), Ligue Nord-Américaine de Hockey (LNAH) und Southern Professional Hockey League (SPHL). 
Die NBA betreibt ebenfalls eine Nachwuchsliga – die NBA G-League. Viele Jahre hatte auch die mittlerweile aufgelöste Continental Basketball Association als Ausbildungsliga für die NBA gewirkt, obwohl zwischen beiden Ligen (bzw. deren Teams) nicht so enge Verbindungen bestanden hatten wie im Eishockey oder im Baseball.